# Parlement de Tours
On appelle Parlement de Tours la fraction des parlementaires du parlement de Paris restés fidèles au roi et qui siégèrent à Tours de juin 1589 à avril 1594. 
En effet, en 1589, Paris était aux mains de la Ligue. Pour y échapper, Henri III convoqua donc le parlement de Paris à Tours, mais seule une petite fraction des parlementaires parisiens s'y rendirent. À la suite de l'assassinat du roi par le moine Jacques Clément, ce parlement continua de siéger pendant les premières années du règne d'Henri IV. On oppose ainsi généralement pendant cette période le Parlement du Roi, à Tours, au Parlement de la Ligue, à Paris.
Henri III convoqua aussi un autre parlement à Châlons, ville demeurée fidèle au parti du roi, d'où son nom de parlement de Châlons.
Les autres parlements éclatèrent également entre ligueurs et royalistes : les membres royalistes du parlement de Rouen partirent à Caen, ceux du parlement de Toulouse à Carcassonne, et ceux du parlement de Dijon à Semur et à Flavigny.